# Heilig-Geist-Kirche (Dresden)

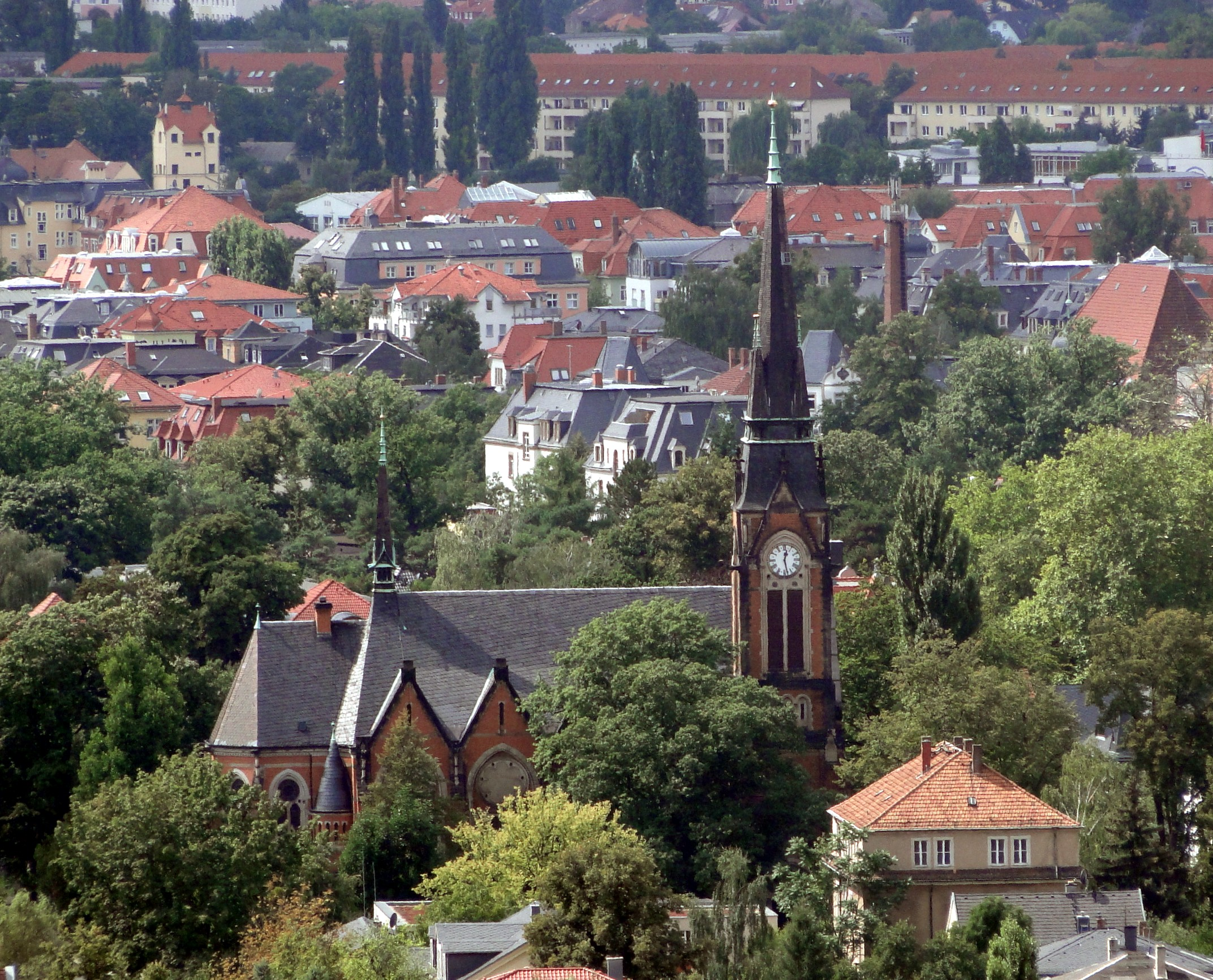
Die Heilig-Geist-Kirche

Die evangelische Heilig-Geist-Kirche ist ein denkmalgeschützter Sakralbau im Dresdner Stadtteil Blasewitz und heute eines der drei Gotteshäuser der Evangelisch-Lutherischen Kirchgemeinde Dresden-Blasewitz.

## Geschichte

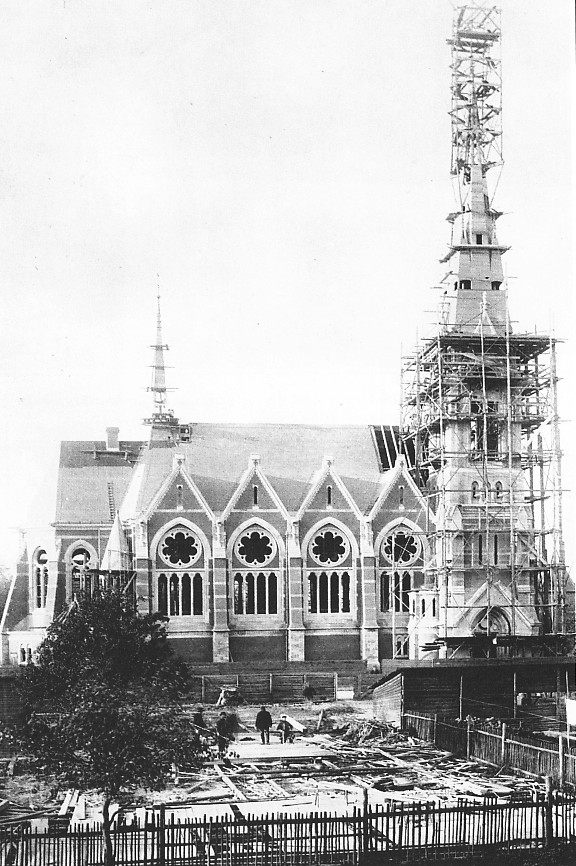
Heilig-Geist-Kirche im Bau (1892)

Blasewitz war seit 1480 Teil der Kreuzkirchgemeinde, deren Diakon auch in Blasewitz mit der Seelsorge betraut war. Gleichzeitig mussten die Blasewitzer Abgaben an die Kreuzkirchgemeinde zahlen. Erste Gottesdienste fanden in Blasewitz ab 1876 in der neuen Schule statt, ab 1879 wurde im Schulsaal auch Konfirmandenunterricht gegeben. Bereits 1878 entstand der Wunsch, in Blasewitz eine eigene Kirche zu bauen. Zu diesem Zweck richtete man 1878 einen Kirchenbaufonds ein. Gelder wurden unter anderem vom Ausschuss der Genossenschaft für Erhaltung der in Blasewitz eingerichteten evangelisch-lutherischen Gottesdienste, dem akademischen Gesangsverein „Union“ in Leipzig und von Privatleuten gesammelt, darunter der St. Petersburger Unternehmer Oscar Richter. Im Jahr 1890 war der Kirchenbaufonds auf 120.000 Mark angewachsen. Bereits am 1. Oktober 1887 war Blasewitz eine selbständige Parochie geworden.
Die Gemeinde erwarb ein Grundstück an der Berggartenstraße, das in der Nähe der Ortsmitte lag. Den Architekturwettbewerb gewann Karl Emil Scherz mit seinem als phantasievoll gewürdigten Kirchenentwurf. Dem ersten Spatenstich am 31. August 1891 an der Stelle des zukünftigen Altars folgte am 12. Oktober 1891 die Grundsteinlegung. Das Richtfest wurde am 6. August 1892 gefeiert und die Kirche schließlich am 15. Oktober 1893 feierlich geweiht.
Bei der Bombardierung Dresdens im Februar 1945 wurde die Kirche von einer Brandbombe getroffen, die aber nicht zündete. Die Druckwellen beschädigten jedoch unter anderem Dach und Fenster. Nach Beseitigung der Schäden in den 1950er Jahren erfolgte eine erneute Sicherung der Bausubstanz während der Renovierung durch Fritz Steudtner von 1969 bis 1972. Dabei wurden die reiche Innenausmalung der Kirche mit einem hellen Anstrich überdeckt, die Emporen mit einfachen Sperrholzblenden versehen sowie Altar, Taufstein und Kanzel modern errichtet. Die Neuweihe der Kirche fand am 16. November 1969 statt.
Nach der Wende wurde die Dampfheizung der Kirche von Kohle- auf Ölfeuerung umgestellt. Von 1993 bis 1995 erfolgten größere Erhaltungsmaßnahmen unter anderem am Kirchengestühl, am Dachstuhl und an der Fassade. Im Frühjahr 2005 wurden die Innenausmalung der Kirche erneuert und die Holzverblendungen der Emporenbrüstungen entfernt.

## Baubeschreibung

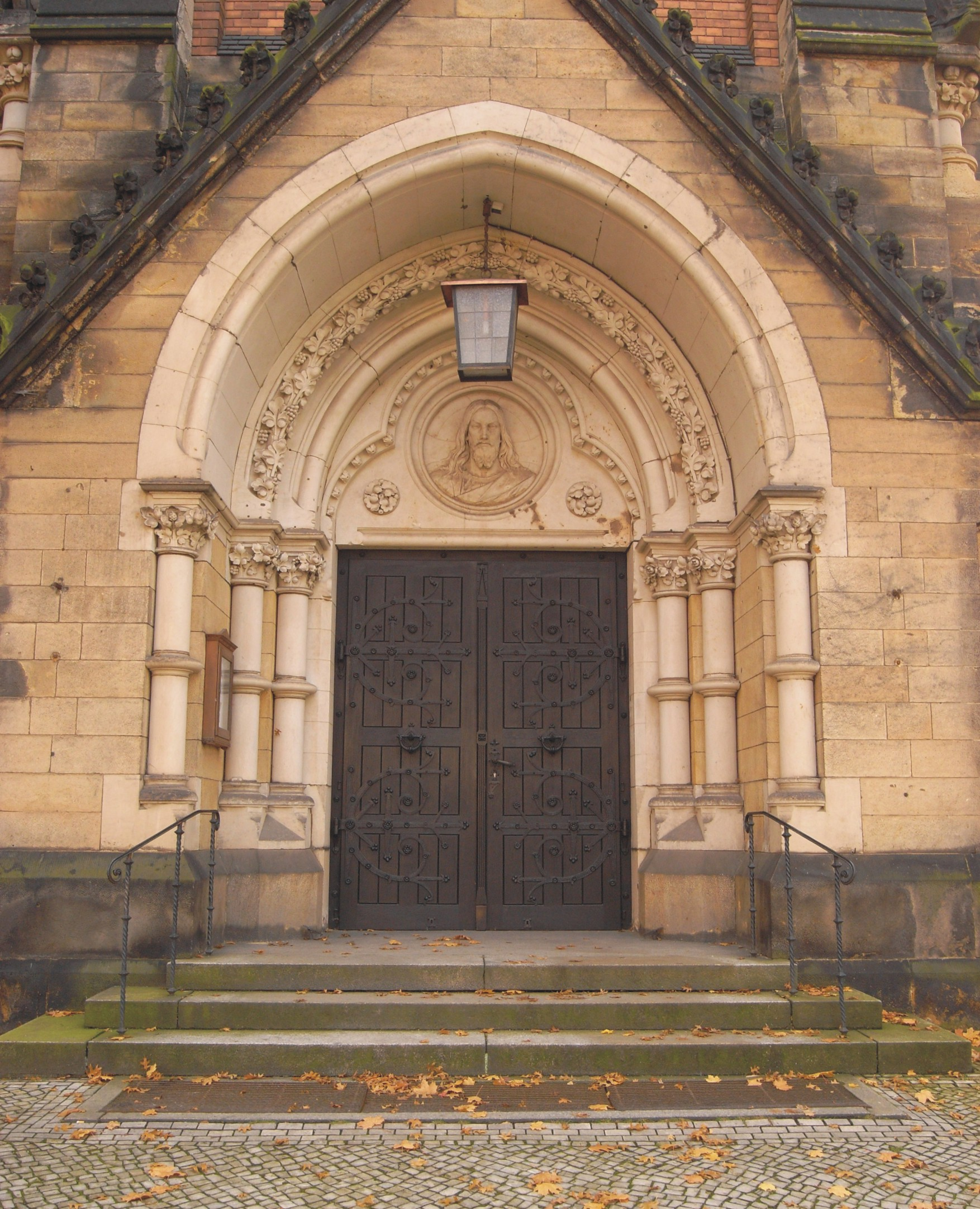
Hauptportal der Kirche

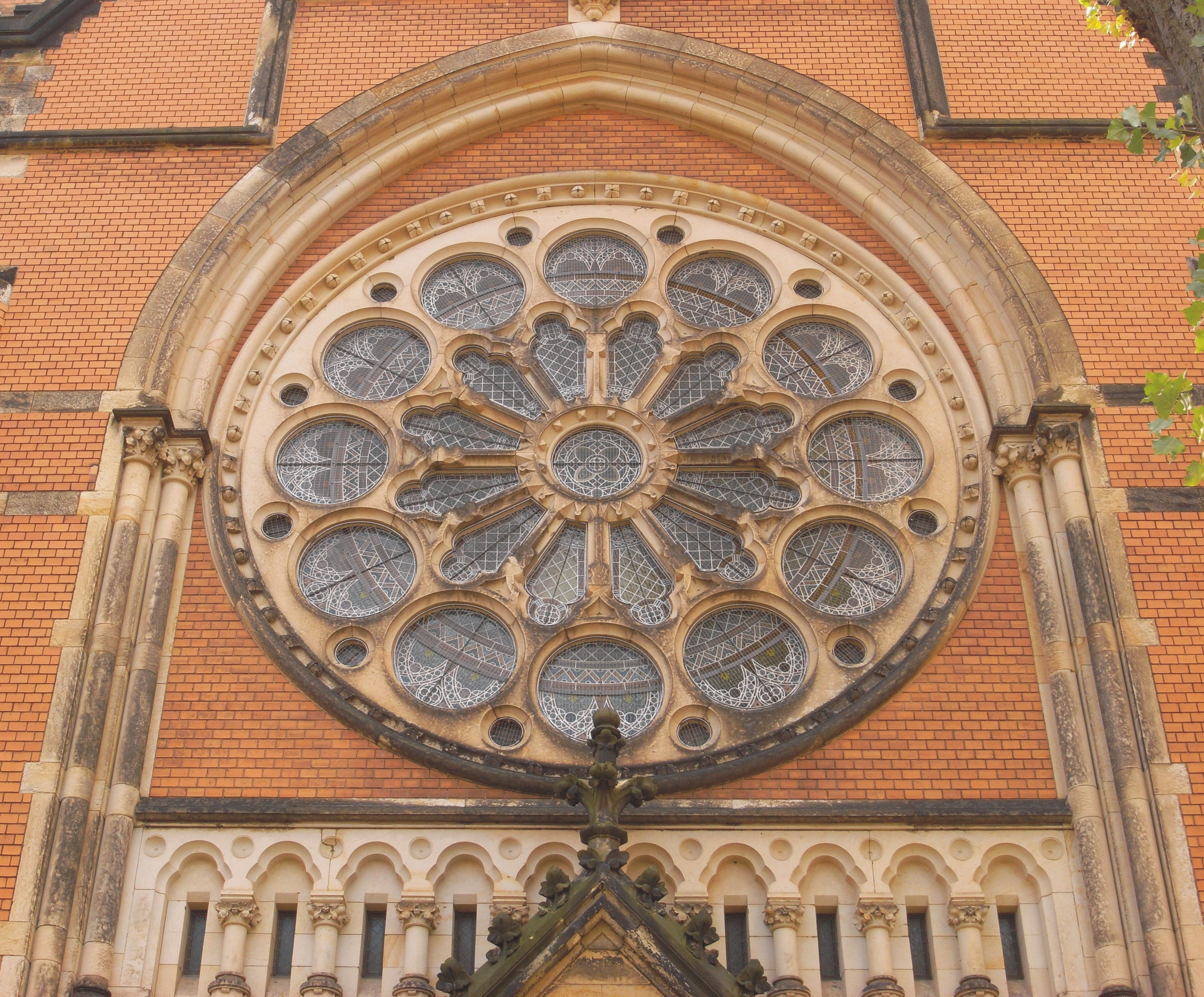
Fensterrosette am Westgiebel

### Äußeres
Die Heilig-Geist-Kirche ist ein roter Klinkerbau im neogotischen Stil. Die Fassade ist klar gegliedert. Der 75 Meter hohe Glockenturm auf quadratischem Grundriss ist verhältnismäßig schlank und hat einen spitzen Helm mit vier Nebenspitzen. Der Turm ist asymmetrisch vor der Nordseite der Kirche angeordnet. Das Satteldach der Kirche hat einen Dachreiter und Zwerchdächer.
Das Hauptportal wird von den Figuren des Elias, Johannes des Täufers und einem Christusrelief geschmückt. Sie wurden von Friedrich Hecht geschaffen. Gestiftet hatte sie 1893 Kronprinz Georg, nachdem er die Kirche während der Bauphase am 15. Mai 1893 besichtigt hatte.
Das Kirchengrundstück wurde von Gartenbaudirektor Max Bertram gestaltet.

### Inneres
Die Saalkirche ist vierjochig und hat ein Kreuzrippengewölbe, das durch Gurtbögen unterteilt ist. Die Fenster weisen Spitzbögen auf; die Fensterrosetten der Kirche wurden nach 1945 vermauert; die westliche Fensterrosette wird von der Orgel verdeckt. Die Fenster wurden von Walter Artur Thomas und Alfred Diethe (1836–1919) entworfen, die Glasmalerei stammten von Bruno Carl Urban (1851–1910). Die bei der Bombardierung Dresdens eingedrückten Fenster wurden nach 1945 durch getönte Fenster ersetzt. Die Kirche bietet zwischen 800 und 1000 Gläubigen Platz.
Das Innere wird auf drei Seiten von Emporen eingefasst, die seitenschiffartig ausgebildet sind. Die westliche Orgelempore wird von zwei polierten Granitsäulen getragen.
Auf der Westseite der Kirche befindet sich eine Christusstatue von Bildhauer Heinrich Epler, das Altarrelief aus Kalkstein von Oskar Rassau fand nach der Innenraumrenovierung in den 1960er-Jahren in der Brauthalle seine neue Aufstellung.
Altar, Taufstein und Kanzel wurden bei der Renovierung bis 1972 neu geschaffen und bilden im Kirchenraum heute im Grundriss ein gleichseitiges Dreieck als Darstellung der Dreieinigkeit. Der einfache Altartisch und der schlichte Taufstein wurden von Steinmetzmeister Reiche aus Cottaer Sandstein geschaffen. Über den Altar „dominiert ein großes Kreuz – Eiche vergoldet“. Die neue Kanzel befindet sich nicht wie die alte unterhalb der Empore, sondern als Stehpult vor der ersten Bankreihe, wobei „Lesepult und Kanzel […] jetzt zu einem Ambo aus dem gleichen Material vereint [sind]“. Die Kanzel ist mit Holz verkleidet.

## Glocken

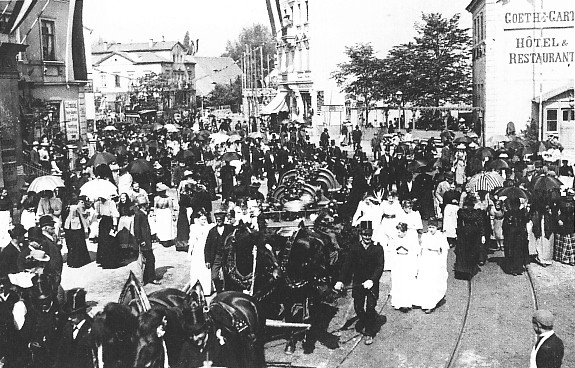
Glockenweihe am 17. Mai 1893

Die vier Glocken der Kirche mit den Grundtönen C, E, G und B wurden am 17. Mai 1893 geweiht. Sie goss die Dresdner Glockengießerei C. Albert Bierling in Anwesenheit des Kirchenvorstands. Die drei größten Glocken wurden 1917 als Kriegsmetallspende eingeschmolzen. Im Jahr 1921 wurde das Geläut durch Eisenhartgussglocken vom Bochumer Verein ergänzt und wies nun die Grundtöne d', f', g' und b' auf.
Drei Glocken wurden während des Zweiten Weltkriegs für Rüstungszwecke abgeliefert, überlebten aber auf dem Hamburger Glockenfriedhof ohne eingeschmolzen zu werden.
Der Glockenstuhl und die Glockenjoche bestehen aus Stahl.
Im Folgenden eine Datenübersicht des Geläutes:
| Nr. | Gussdatum | Gießer                          | Durchmesser | Masse   | Schlagton |
| --- | --------- | ------------------------------- | ----------- | ------- | --------- |
| 1   | 1921      | Glockengießerei Bochumer Verein | 1490 mm     | 1350 kg | d′        |
| 2   | 1921      | Glockengießerei Bochumer Verein | 1330 mm     | 1100 kg | f′        |
| 3   | 1921      | Glockengießerei Bochumer Verein | 1170 mm     | 660 kg  | g′        |
| 4   | 1921      | Glockengießerei Bochumer Verein | 960 mm      | 350 kg  | g′        |

## Orgel
Die Kirche hatte zunächst eine Orgel aus der Werkstatt Gebrüder Jehmlich, die gegenüber dem Altar auf der Westempore der Kirche stand und am 14. Januar 1894 eingeweiht wurde. Die 28 klingenden Stimmen wurden 1901 um fünf und später um vier weitere Register vergrößert. Während des Ersten Weltkriegs mussten 1917 69 Orgelpfeifen als Metallspende abgegeben werden. Im Jahr 1926 wurde das Werk auf drei Manuale und 50 Register erweitert und die Orgel schließlich 1953 durch die Orgelbauwerkstatt Hermann Eule klanglich umgestaltet – sie hatte nun noch 40 Register. Im Jahr 1969 musste das gesamte Orgelwerk ausgebaut werden, da „die technische Seite der Orgel [1953] unverändert [geblieben war]“.
Seit 1978 hat die Heilig-Geist-Kirche die Eule-Orgel aus der Leipziger Markuskirche. Sie stammt aus dem Jahr 1954 und hat 38 klingende Register (Schleifladen) auf drei Manualen und Pedal. Die Spieltrakturen sind mechanisch, die Registertrakturen pneumatisch. Die Orgel wird auch für Orgelkonzerte genutzt.
Die Disposition der Eule-Orgel lautet wie folgt:
| I Hauptwerk C–f3 |            |       |
| 1.               | Quintade   | 16′   |
| 2.               | Prinzipal  | 8′    |
| 3.               | Rohrflaut  | 8′    |
| 4.               | Oktave     | 4′    |
| 5.               | Spitzflöte | 4′    |
| 6.               | Quinte     | 2 ⁄3′ |
| 7.               | Flachflöte | 2′    |
| 8.               | Mixtur V   |       |
| 9.               | Trommete   | 16′   |
| 10.              | Tromba     | 8′    |

| II Rückpositiv C–f3 |                 |       |
| 11.                 | Grobgedackt     | 8′    |
| 12.                 | Prinzipal       | 4′    |
| 13.                 | Rohrflaut       | 4′    |
| 14.                 | Oktave          | 2′    |
| 15.                 | Nachthorn       | 2′    |
| 16.                 | Quintina        | 1 ⁄3′ |
| 17.                 | Sesquialtera IV |       |
| 18.                 | Scharf IV       |       |
| 19.                 | Bärpfeife       | 8′    |

| III Oberwerk C–f3 |                |       |
| 20.               | Holzprinzipal  | 8′    |
| 21.               | Gemshorn       | 8′    |
| 22.               | Prinzipalflöte | 4′    |
| 23.               | Pommer         | 4′    |
| 24.               | Nasat          | 2 ⁄3′ |
| 25.               | Oktav          | 2′    |
| 26.               | Sifflet        | 1′    |
| 27.               | Zymbel III     |       |
| 28.               | Dulcian        | 16′   |
| 29.               | Krummhorn      | 8′    |

| Pedal C–f1 |                 |     |
| 30.        | Prinzipalbaß    | 16′ |
| 31.        | Subbaß          | 16′ |
| 32.        | Oktave          | 8′  |
| 33.        | Gedackt         | 8′  |
| 34.        | Choralbaß       | 4′  |
| 35.        | Mixtur V        |     |
| 36.        | Posaune         | 16′ |
| 37.        | Trompete        | 8′  |
| 38.        | Singend Cornett | 2′  |

- Koppeln: II/I, III/I, III/II, I/P, II/P, III/P
- Spielhilfen: 1 freie Kombination